# Akademickie mistrzostwa świata w piłce ręcznej
Akademickie Mistrzostwa Świata w piłce ręcznej – cyklicznie rozgrywane turnieje (co dwa lata w latach parzystych - od 1990 roku) najlepszych reprezentacji akademickich męskich i żeńskich w piłce ręcznej na świecie organizowane przez Międzynarodową Federację Sportu Uniwersyteckiego (FISU).

## Historia
Pierwsze męskie mistrzostwa zostały zorganizowane w 1963 w szwedzkiej miejscowości Lund. Żeńskie rozgrywki zadebiutowały w roku 1994 w słowackiej Bratysławie. Do roku 2004 rozgrywki odbywały się oddzielnie. Od roku 2006 rozgrywane są wspólnie (reprezentacje męskie i żeńskie) w tym samym terminie.
W 2006 roku organizację imprezy powierzono Gdańskowi, a finałowe mecze zarówno żeńskie jak i męskie oglądał komplet publiczności (3000 widzów). FISU oceniła tę imprezę bardzo pozytywnie, zarówno pod względem poziomu jak i organizacji. Najbliższa edycja tego turnieju odbędzie się w Łodzi w 2020 roku.

## Mężczyźni
| Rok       | Gospodarz       | 1. miejsce       | 2. miejsce       | 3. miejsce | Polska     | Ilość drużyn |
| --------- | --------------- | ---------------- | ---------------- | ---------- | ---------- | ------------ |
| 1963      | Lund            |                  |                  |            |            |              |
| 1965      | Madryt          |                  |                  |            |            |              |
| 1968      | Darmstadt       |                  |                  |            |            |              |
| 1971      | Praga           |                  |                  |            |            |              |
| 1973      | Lund            |                  |                  |            |            |              |
| 1975      | Bukareszt       |                  |                  |            |            |              |
| 1977      | Warszawa        |                  |                  |            |            |              |
| 1981      | różne miasta    |                  |                  |            |            |              |
| 1985      | Frankfurt       |                  |                  |            |            |              |
| 1987      | Bukareszt       |                  |                  |            |            |              |
| 1990      | Groningen       |                  |                  |            |            |              |
| 1992      | Petersburg      |                  |                  |            |            |              |
| 1994      | Izmir           |                  |                  |            |            |              |
| 1996      | Nyíregyháza     |                  |                  |            |            |              |
| 1998      | Nowy Sad        |                  |                  |            |            |              |
| 2000      | Covilhã         |                  |                  |            |            |              |
| 2004      | Czelabińsk      |                  |                  |            |            |              |
| 2006      | Gdańsk          |                  |                  |            |            |              |
| 2008      | Wenecja         | brak flagi       | brak flagi       | brak flagi |            | 14           |
| 2010      | Nyíregyháza     | Węgry            | Rumunia          | Czechy     | 6. miejsce | 7            |
| 2012      | Blumenau        | Czechy           | Portugalia       | Brazylia   | 4. miejsce | 8            |
| 2014      | Guimarães       | Portugalia       | Brazylia         | Hiszpania  | -          | 11           |
| 2016      | Malaga          | Rumunia          | Korea Południowa | Hiszpania  | -          | 8            |
| 2018      | Rijeka          | Korea Południowa | Chorwacja        | Japonia    | 8. miejsce | 10           |
| 2020      | Łódź            |                  |                  |            |            |              |
| 2024      | \| Antequera \| | Hiszpania        | Polska           | Czechy     | 2. miejsce | 7            |
| Antequera |                 |                  |                  |            |            |              |

## Kobiety
| Rok  | Gospodarz   | 1. miejsce | 2. miejsce | 3. miejsce       | Polska      | Ilość drużyn |
| ---- | ----------- | ---------- | ---------- | ---------------- | ----------- | ------------ |
| 1994 | Bratysława  |            |            |                  |             |              |
| 1996 | Sofia       |            |            |                  |             |              |
| 1998 | Wrocław     |            |            |                  |             |              |
| 2000 | Besançon    |            |            |                  |             |              |
| 2002 | Walencja    |            |            |                  |             |              |
| 2006 | Gdańsk      | Polska     | Węgry      | Litwa            | złoto       | 7            |
| 2008 | Wenecja     | Turcja     | Węgry      | Rumunia          | 10. miejsce | 14           |
| 2010 | Nyíregyháza | Węgry      | Rumunia    | Czechy           | 5. miejsce  | 7            |
| 2012 | Blumenau    | Czechy     | Rumunia    | Polska           | brąz        | 6            |
| 2014 | Guimarães   | Brazylia   | Rosja      | Korea Południowa | 9. miejsce  | 11           |
| 2016 | Malaga      | Hiszpania  | Rumunia    | Polska           | brąz        | 8            |
| 2018 | Rijeka      | Japonia    | Brazylia   | Korea Południowa | 4. miejsce  | 9            |
| 2020 | Łódź        |            |            |                  |             |              |